# SN 2007ok
SN 2007ok – supernowa typu Ia odkryta 17 października 2007 roku w galaktyce A022824+0011. W momencie odkrycia miała maksymalną jasność 21,30m.